# ساواكو ياسوموتو
ساواكو ياسوموتو (安本 紗和子) (6 يوليو 1990 في شيزوكا في اليابان – )؛ هي لاعبة كرة قدم كانت تلعب في مركز الهجوم. ولعبت مع منتخب اليابان لكرة القدم للسيدات.

## وصلات خارجية
- ساواكو ياسوموتو على موقع الاتحاد الدولي (مؤرشف)  (الإنجليزية)
- ساواكو ياسوموتو على موقع قاعدة بيانات كرة القدم.إي يو (الإنجليزية)
- ساواكو ياسوموتو على موقع Soccerway.com (الإنجليزية)